# Escuela Técnica Superior de Ingeniería de Caminos, Canales y Puertos de Ciudad Real
La Escuela Técnica Superior de Ingeniería de Caminos, Canales y Puertos de Ciudad Real (ETSICCP) es un centro universitario de enseñanza de ingeniería civil perteneciente a la Universidad de Castilla-La Mancha.
Sus titulaciones de Grado en Ingeniería Civil y Máster en Ingeniería de Caminos, Canales y Puertos cuentan con el reconocimiento internacional del Sello EUR-ACE.

## Historia
La Escuela de Caminos de Ciudad Real fue fundada en 1998 por José María de Ureña, profesor de la Escuela de Caminos de Santander y Rector de la Universidad de Cantabria entre 1986 y 1992; y contó con el impulso de figuras como Enrique Castillo Ron, prestigioso ingeniero y matemático, y futuro profesor de la Escuela.
Ureña, que se convertiría en el primer Director de la Escuela, había realizado varias estancias en instituciones educativas de Estados Unidos y decidió diseñar e implantar una metodología de aprendizaje basado en proyectos (PBL) innovadora y única en las escuelas de ingeniería españolas.

## Titulaciones
Actualmente, la Escuela de Caminos de Ciudad Real ofrece las siguientes titulaciones:
- Grado en Ingeniería Civil y Territorial (especialidades en Transportes y Servicios Urbanos e Hidrología).
- Grado en Matemáticas.
- Máster en Ingeniería de Caminos, Canales y Puertos.
- Máster BIM en Diseño y Dirección de Proyectos.
- Doble Máster en Ingeniería de Caminos, Canales y Puertos + BIM en Diseño y Dirección de Proyectos.
- Máster en Urbanismo, Dinamización y Desarrollo Sostenible de Municipios y Ciudades Pequeños (UCLM-JCCM).
- Programa Académico en Ingeniería de Caminos, Canales y Puertos (PARS).[3]
- Doctorado en Territorio, Infraestructuras y Medio Ambiente.

## Métodología PBL
Una de las principales características de la Escuela de Ciudad Real que la diferencia de otras escuelas de España es su singular Plan de Estudios, que además de asignaturas tradicionales incluye también los denominados "Trabajos Proyectuales", materias en las que se plantea una problemática real y los estudiantes deben desarrollar una solución y presentar un proyecto en grupo.
Estas asignaturas se basan en la metodología Project Based Learning (PBL) en la que los conocimientos se adquieren haciendo, orientando la docencia de la Escuela a los casos reales y las formas de trabajo que los estudiantes se encontrarán cuando finalicen sus estudios.
Algunos ejemplos de estos Trabajos Proyectuales son:
- TP: Ingeniería y Territorio
- TP: Proyecto y Ordenación de las Vías de Comunicación y Territorio
- TP: Modelización y Gestión de Recursos Hídricos
- TP: Diseño y Dimensionamiento de una Estructura

## Instalaciones
La Escuela desarrolla la práctica totalidad de sus actividades en el Edificio Politécnico del Campus de Ciudad Real, que comparte con la Escuela de Ingeniería Industrial. Cuenta con aulas, salas de estudio para cada curso y un espacio de ocio para el disfrute de todos los estudiantes.
Dispone de laboratorios de Materiales, Mecánica de Suelos y Ecología, y otro de Hidráulica, este último de especial relevancia internacional, que se ubica en un edificio propio y separado de la sede principal.

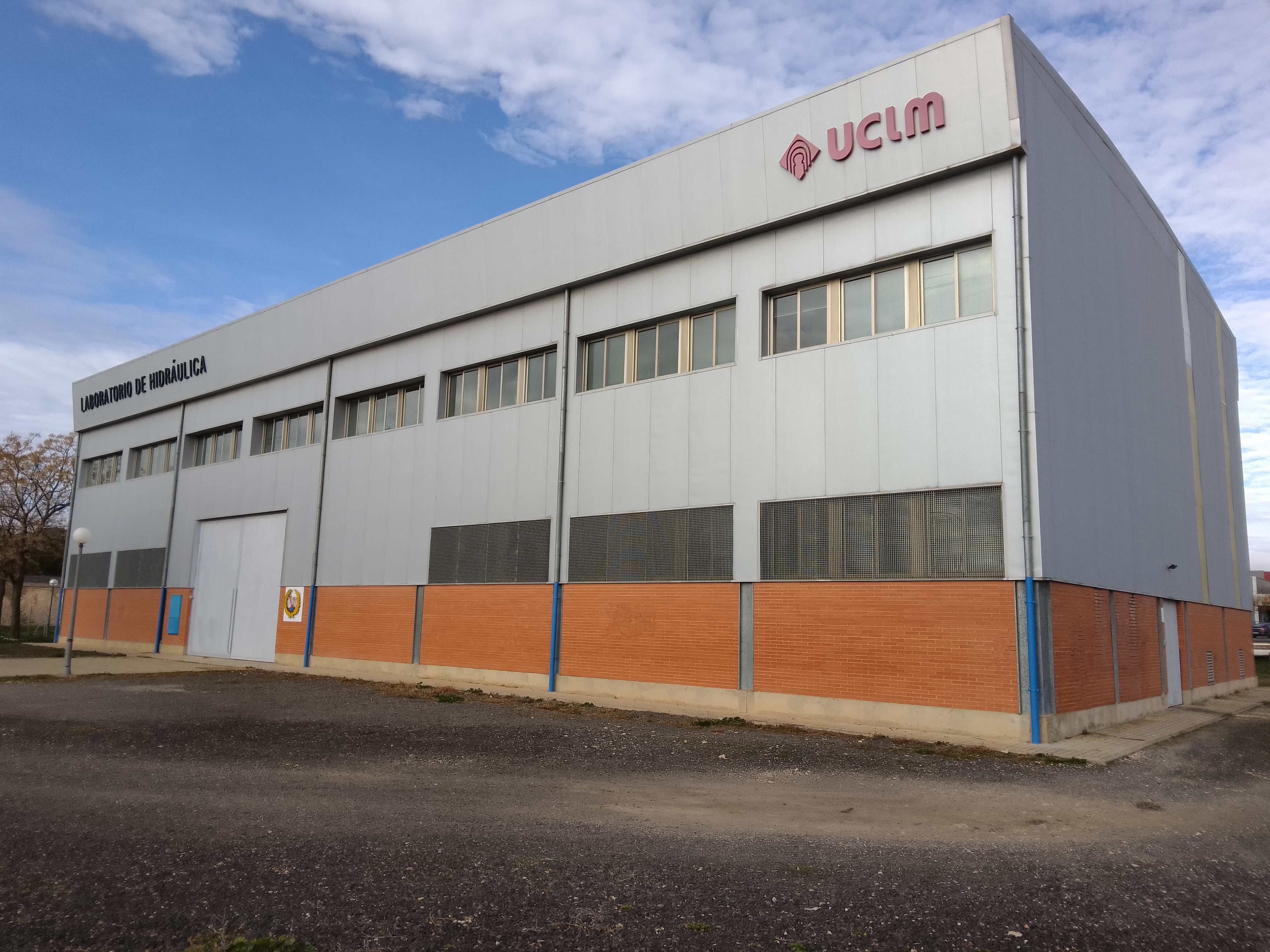
Laboratorio de Hidráulica

Desde 2022 guarda y expone algunas de las piezas que iban a destinarse al fallido Museo del Ferrocarril de Ciudad Real.

## Directores
La lista de personas que han dirigido la Escuela desde su creación es la que sigue:
- José María de Ureña Francés (1998 - 2005)
- José María Menéndez Martínez (2005 - 2009)
- Gonzalo Ruiz López (2009 - 2013)
- José María Coronado Tordesillas (2013 - 2017)
- Ana María Rivas Álvarez (2017 - 2025)
- Ángel Yustres Real (2025 - actualidad)

## Asociaciones y cultura
Cada año se celebra en primavera el "Día de la Escuela" en el que se realizan diversas actividades deportivas, gastronómicas y de entretenimiento destinadas a la convivencia y relación de todos los miembros de la comunidad de Caminos Ciudad Real. Además, participa en el evento lúdico-deportivo "Intercaminos", de reunión de las Escuelas de Caminos de España, habiendo sido su sede en varias ocasiones.
Entre sus asociaciones se encuentran el Club Deportivo y el Coro.
La televisión autonómica de Castilla-La Mancha, CMM, le dedicó en 2019 un reportaje especial a la Escuela.